# Synod w Akwilei (381)

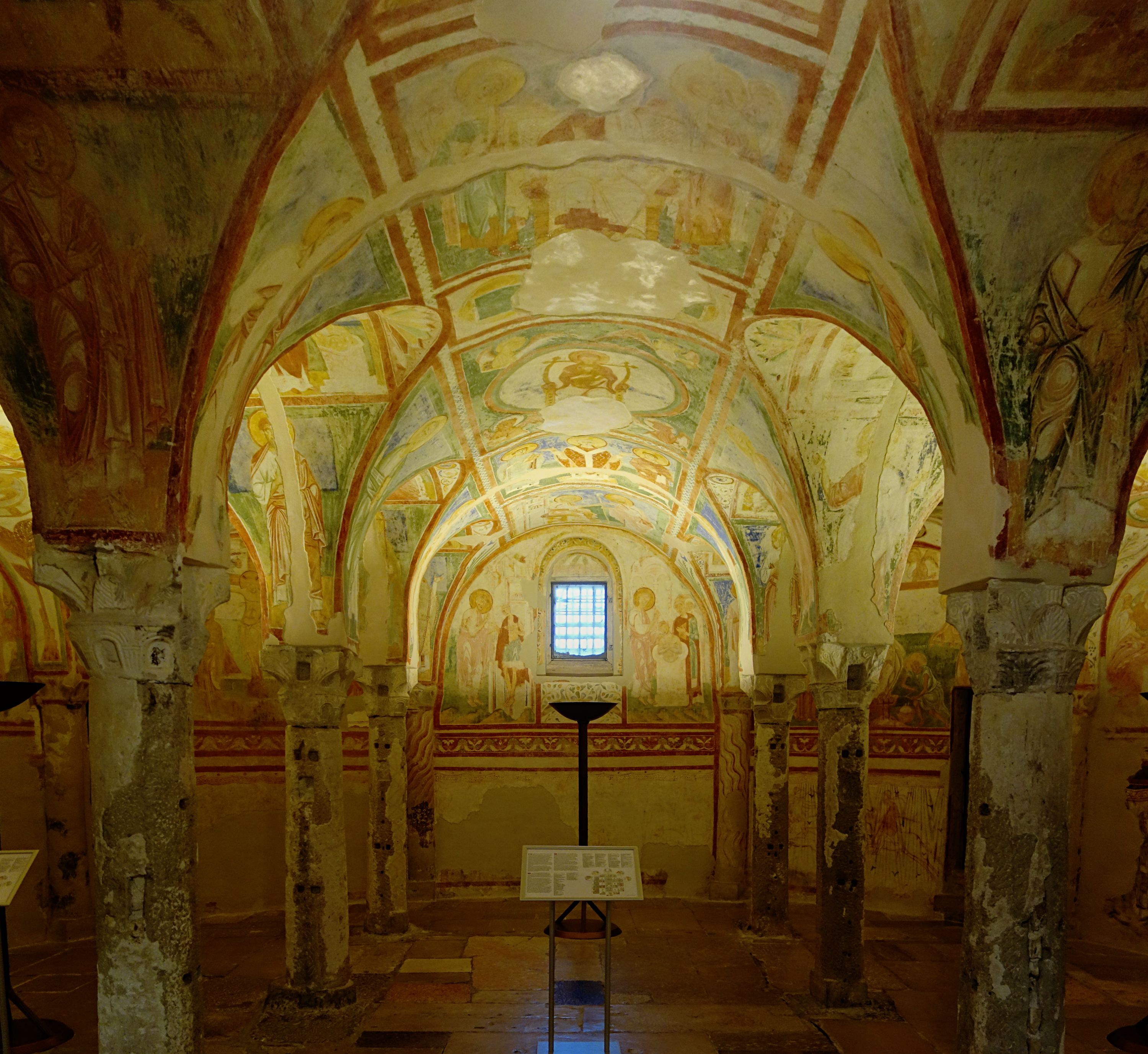
Wnętrze bazyliki, w której odbył się synod

Synod w Akwilei – zjazd duchowieństwa prowincji zachodnich Cesarstwa Rzymskiego zwołany przez cesarza Zachodu Gracjana w 381 roku, w postaci synodu generalnego w Akwilei. Synod został zwołany w celu rozstrzygnięcia sprawy dwóch biskupów ariańskich.

## Zwołanie synodu
Pierwotnie w mieście miał odbyć się sobór powszechny. Propozycja organizacji zgromadzenia w tej formie wyszła od papieża Liberiusza ok. 355 r. Intencją papieża było załagodzenie napięć powstałych między biskupami wschodnimi a zachodnimi m.in. wokół kwestii ariańskiej. Ich efektem był „podwójny synod” w Sardyce, na którym to większość biskupów Wschodu oddzieliła się pod pretekstem świętowania zwycięstwa cesarza, by obradować osobno w pobliskim mieście. Próba pojednawczego zgromadzenia biskupów okazała się jednak niemożliwa ze względu na proariańską politykę religijną prowadzoną przez cesarza Konstancjusza II.
Organizacja synodu nastąpiła ćwierć wieku później bezpośrednio z inicjatywy Ambrożego, biskupa Mediolanu, którego działania skupione były wokół usunięcia herezji ariańskiej z terenów cesarstwa. Wobec osłabnięcia opozycji antynicejskiej za sprawą synodów, nauczanie z 325 r. miało swoich przeciwników głównie w niektórych prowincjach naddunajskich. Jednym z synodów, na którym przyjęto postanowienia przeciwne Arianom był ten w Sirmium. To właśnie na nim nieobecni byli dwaj ariańscy biskupi z Dacji (Palladiusz, biskup Ratiarii i Sekundian, biskup Singidunum), których poglądy okazały się na tyle odbiegające od katolickiej ortodoksji, że biskup Mediolanu wystąpił do cesarza Gracjana z prośbą o zwołanie synodu, który miałby rozstrzygnąłby ich sprawę.
Choć w tym czasie w debacie wciąż obecna była koncepcja zmarłego już Liberiusza, zakładająca zwołanie do Akwilei powszechnego soboru, cesarz Zachodu oraz cesarz wschodu Teodozjusz zdecydowali ostatecznie o odbyciu się dwóch synodów generalnych – w Konstantynopolu dla prowincji wschodnich oraz w Akwilei dla zachodnich. Pierwszy z nich, został w 451 r. przez Sobór Chalcedoński uznany za sobór powszechny i znany jest pod nazwą Soboru Konstantynopolitańskiego I.

## Przebieg
W synodzie wzięło udział 35 biskupów i paru innych duchownych. Zabrakło wśród nich przedstawicieli z oddalonych prowincji Brytanii i Hiszpanii, swoją reprezentację miała natomiast Afryka łacińska. Ostatecznie z wyjątkiem jedynego Ewagriusza (prawdopodobnie późniejszy biskup Antiochii Syryjskiej), na synod nie przybyła reprezentacja Wschodu. Było tak ze względu na trwający równocześnie wspomniany synod wschodni w Konstantynopolu oraz ze względu na wydany reskrypt cesarski „Ambigua”, skierowany do biskupów Orientu, odradzający ich przybycie. W świetle pisma ówczesnego prefekta Italii, które zapewnia o możliwości przybycia wszystkich hierarchów, wiadomo jednak, że nie zostali oni w sposób formalny wykluczeni z uczestnictwa. Do wydania dokumentu doszło za przekonaniami biskupa Ambrożego o tym, że nie jest konieczne fatygowanie biskupów całego cesarstwa dla potępienia dwóch heretyków, których sprawa jest dość oczywista. Z pozycji zachodnich biskupów rozwiązanie omawianego problemu bez czynnika wschodniego miało przejść sprawniej oraz z pominięciem ewentualnych sprzeciwów. Strona ariańska miała na zgromadzeniu swoich trzech przedstawicieli, z czego dwóch oskarżanych o herezję biskupów.
Oficjalne, najważniejsze a jednocześnie zamykające spotkanie, z którego spisano protokół miało miejsce 3 września, przy czym prace synodu rozpoczęły się już w poprzednim miesiącu.
Ze względu na tematykę dyskusji, jesienne posiedzenie można podzielić na części:
1. Formalną, w której strony przedstawiają argumenty w kwestii legalności synodu.
U początku spisywania protokołu na spotkaniu odczytano list cesarski, w którym władca m.in. przekazuje biskupom władzę rozstrzygnięcia sprawy. Ambroży chwaląc w pierwszej kolejności decyzję cesarza o ustanowieniu biskupów sędziami, po wcześniejszym odczytaniu listu herezjarchy Ariusza, –  piśmie przedstawiającym doktrynę arianizmu, próbował przejść do dyskusji teologicznej. Biskup zwracając się do oponenta zażądał aby ten potępił tezę zawartą we wspomnianym skrócie doktryny arian lub udowodnił jej prawdziwość przy pomocy przygotowanego Pisma Świętego. Palladiusz w toku spotkania konsekwentnie odmawia otwartej dyskusji, powołując się na braki formalne zgromadzenia. Jego podstawowym zarzutem jest to, że nie został zwołany sobór powszechny, twierdząc jakoby, że synod nie ma odpowiedniej władzy by osądzać jego sprawę. Za zwołanie duchowieństwa w tej formie obwinia Ambrożego, którego oskarża o manipulację wolą cesarza. Argumentacja przeciwna wskazała na to, że Palladiusz nie może unikać odpowiedzi na pytania, skoro wcześniej sam nalegał na organizację zgromadzenia i obiecał, że ich udzieli oraz na to, że nieprzybycie biskupów Wschodu jest kwestią zwyczaju a nie prawa (zakazu). W protokole z dyskusji znajduje się także zarzut stawiany przez Palladiusza, o stronniczość w jego prowadzeniu, w związku z czym biskupi zaproponowali aby strona ariańska sprowadziła również własnych protokolantów.
2. Materialną, w której strony rozmawiają o właściwych kwestiach teologicznych.
Zgromadzeni biskupi wymieniali kolejne odstępstwa od katolickiej doktryny. Nastawienie oskarżonych o herezję pozostawało jednak bez zmian dalece zachowawcze, konsekwentnie odmawiali oni szerokiej debaty. W trakcie dyskusji na temat natury Chrystusa padały pytania m.in. o to, czy strona ariańska uznaje Jego bóstwo. Głównym mówcą strony przeciwnej był Palladiusz, który wbrew prośbom biskupów unikał stwierdzenia, że: „Syn Boży jest prawdziwym Bogiem”, powtarzając: „jest prawdziwym Synem Bożym”. Po rozważeniu argumentów oraz wyczerpaniu zagadnień, zebrani biskupi uznali poglądy oskarżonych za heretyckie i zaczęli pojedynczo potępiać Palladiusza, jednocześnie postulując pozbawienie go biskupstwa a następnie uzasadniając anatemę i pozbawiając biskupstwa tak samo Sekundiana.
Synod zaadresował także trzy listy do cesarzy, w których prosi o uznanie i wykonanie jego postanowień. Oprócz potępienia jeszcze jednego z nieobecnych (Walensa), synod uczynił to samo względem naśladowców nauczania Fotyna. Równocześnie podjął działania przeciwko antypapieżowi Ursynowi oraz zaapelował o organizację innego zgromadzenia, mającego na celu położenie kresu schizmie antiocheńskiej.

## Skutki
Synod skutecznie usunął arianizm z terenów łacińskich i zachował kontynuację myśli soboru w Nicei, analogicznie do tego jak uczynił to trwający równocześnie sobór w Konstantynopolu. Nie oznaczało to jednak kresu antytrynitarnej doktryny, szeroko mającej zwolenników wśród Germanów, którzy wkrótce mieli stać się władcami terenów Cesarstwa Zachodniorzymskiego.